# じゃないほう
「じゃないほう」は、ももいろクローバーZの高城れにのソロ楽曲。2022年3月4日に8作目の配信限定シングルとして、キングレコード内のレーベル「EVIL LINE RECORDS」からデジタルリリースされた。

## 概要
高城のもう一つの一面である、いつもとは反対側にある姿を描き、お互いの欠点を認めた上で、それでも共に歩みたい気持ちが込められた温かい歌詞のミディアムソング。wacciが演奏している。
2022年3月7日 - 9日に開催された、大阪・愛知・神奈川でのソロコンサート「まるごとれにちゃん2022 RENICHAN WORLD」公演で、初めてチャレンジしたアコースティックギターの弾き語りをバンドと共に初披露した。

## 収録曲
| #  | タイトル         | 作詞・作曲        | 編曲              | 時間 |
| -- | ---------------- | ----------------- | ----------------- | ---- |
| 1. | 「じゃないほう」 | 橋口洋平（wacci） | 村中慧慈（wacci） | 5:25 |